# Teatro Alexandrinsky
O Teatro Alexandrinsky (em russo: Александринский театр) ou Teatro de Drama da Academia Estatal Russa Pushkin (Российский государственный академический театр драмы им. А.С. Пушкина) é um teatro em São Petersburgo, na Rússia.
O Teatro Alexandrinsky foi construído para a trupe imperial de Petersburgo (a trupe imperial foi fundada em 1756).
O teatro foi aberto em 31 de agosto (12 de setembro) de 1832.
Desde 1832, o teatro tem ocupado um edifício de estilo Império que foi projetado por Karl Rossi. Foi construído entre 1828 e 1832 na Praça Alexandrinsky (agora Praça Ostrovsky), que está situado na Nevsky Prospekt, entre a Biblioteca Nacional da Rússia e o Palácio Anitchkov. O teatro e a praça foram nomeados em homenagem à Imperatriz consorte Alexandra Feodorovna. O edifício faz parte do Patrimônio Mundial da UNESCO Centro Histórico de São Petersburgo e Conjuntos Monumentais Relacionados.

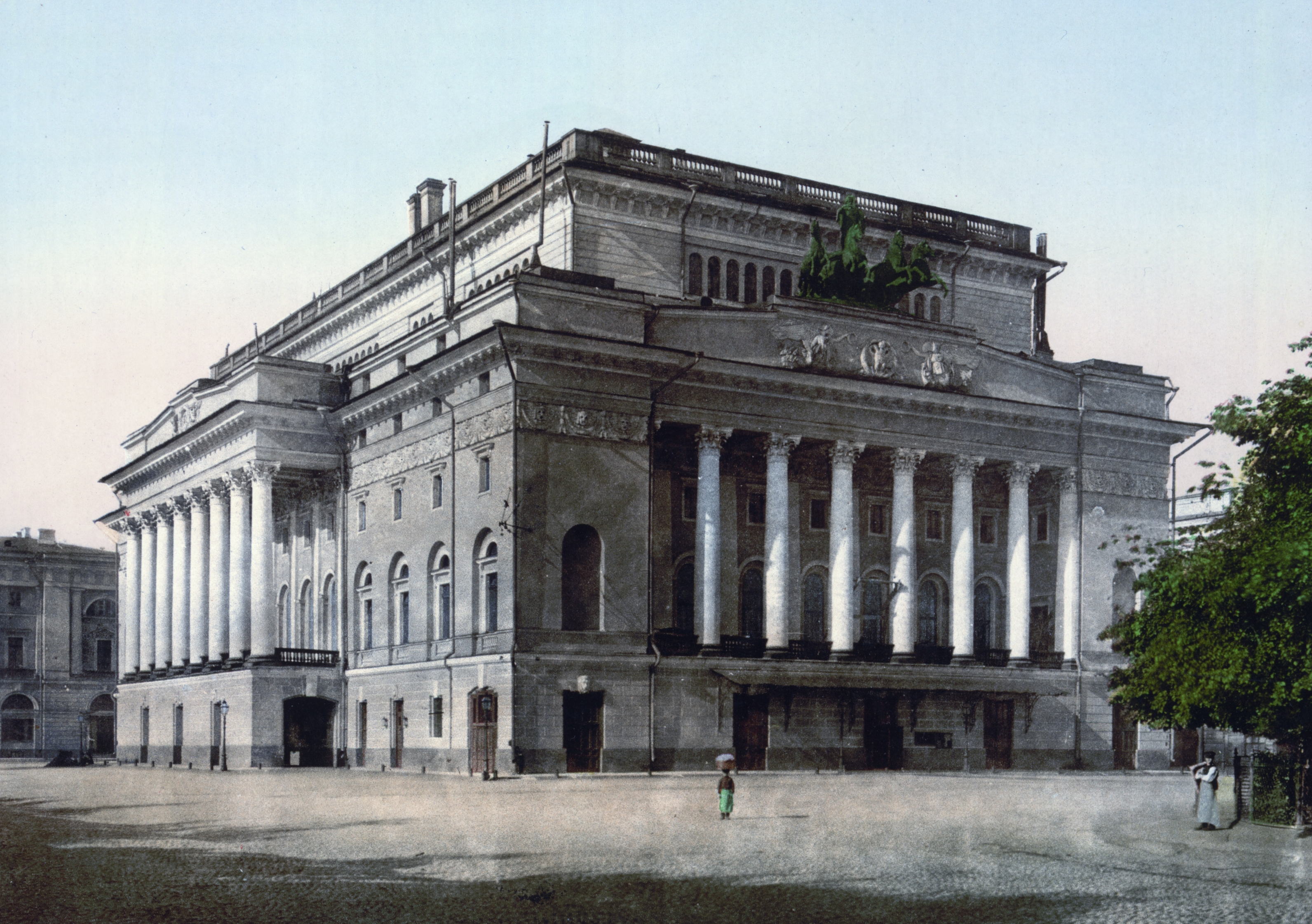
O Teatro no final do século XIX.

Era um dos muitos teatros da trupe imperial. Dramas, óperas e balés estavam no palco. Somente nos anos 1880, o teatro se tornou de temática dramática e trágica.
As estreias de numerosas peças russas foram realizadas no palco do Alexandrinsky, incluindo peças de Alexandr Griboiedov, Alexander Ostrovsky e Anton Tchekhov. Os diretores famosos que encenaram o trabalho no teatro incluem Vsevolod Meyerhold, Grigori Kozintsev, Georgy Tovstonogov, e Nikolay Akimov.
Em 30 de agosto de 2006, o teatro reabriu suas portas após uma reconstrução.